# Bernhard Frydag

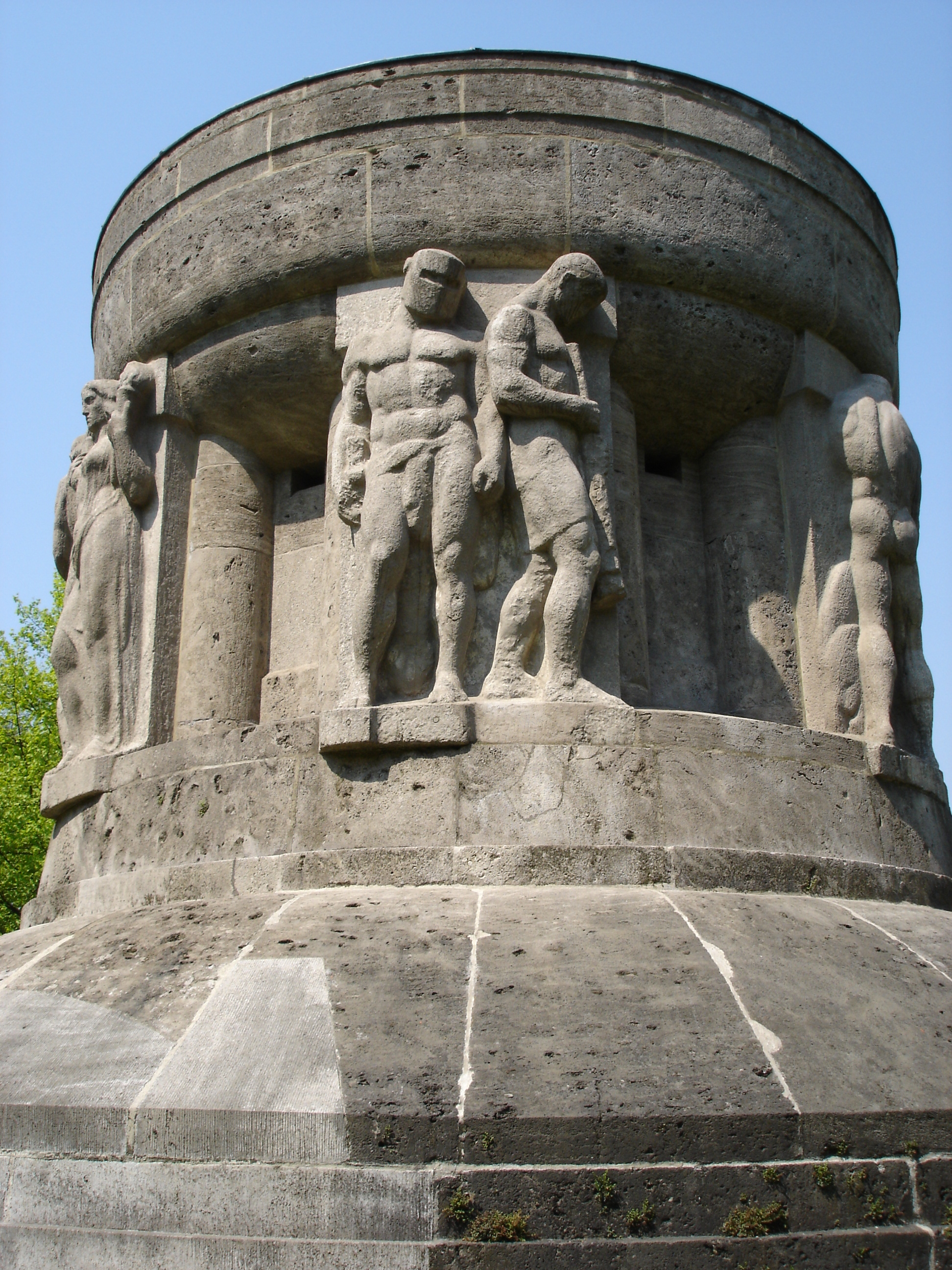
Kriegerdenkmal in Münster

Bernhard Frydag (* 18. Juni 1879 in Münster; † 7. April 1916 bei Lens) war ein deutscher Bildhauer und Medailleur.

## Leben und künstlerischer Werdegang
Frydag war ein Sohn des Bildhauers Bernhard Frydag und der Maria geb. Rincklake, einer Schwester der Architekten August und Wilhelm Rincklake. Er wurde von seinem Vater ausgebildet, studierte bis 1905 an der Unterrichtsanstalt des Kunstgewerbemuseums Berlin und unternahm Studienreisen nach Ägypten und Rom. Anschließend war er freiberuflich in Berlin-Grunewald tätig. Neben Denkmälern gehörten dekorative Bauplastiken und Kleinbronzen zu seinem Œuvre. Der Schäferbrunnen im König-Albert-Park in Leipzig war eine von drei Arbeiten im Park der Großen Berliner Kunstausstellung 1907, neben einer Plastik von Johannes Pfuhl (Kentaurenkampf des Theseus, heute am Viktoria-Platz in Athen) und einem Grabmal von Hans Lehmann-Borges (1879–1945, Mitglied des Deutschen Werkbundes). Er fiel als Soldat des Anhaltischen Infanterie-Regiments Nr. 93 im Ersten Weltkrieg nahe der Stadt Lens.
Bernhard Frydag war Mitglied im Deutschen Künstlerbund.
Frydag war mit Maria geb. Wehl aus Celle verheiratet. Nach seinem Tod heiratete diese 1917 den Journalisten und Politiker Wilhelm Heile.

## Werk (Auswahl)
- 1907: Schäferbrunnen im König-Albert-Park in Leipzig (Muschelkalkstein)
Dieser Brunnen wurde nach der oben erwähnten Berliner Ausstellung von der Stadtverwaltung Leipzigs angekauft.[4]
- 1909: Kriegerdenkmal in Münster (Westfalen), auf der Promenade am Mauritztor (für die Gefallenen der deutschen Einigungskriege; in der Art einer Siegessäule)
- 1911: sechs figürliche Reliefs für die Hauptfassade der Baugewerkschule in Essen[6]
- 1913: Heideschäferbrunnen für die Stadt Celle[7]

sowie undatiert:
- Kleinbronze Verklungenes Lied
- Kleinbronze Keulenschnitzer
- Kleinbronze Badende